# Stortjärnen (Orsa socken, Dalarna)
Stortjärnen är en sjö i Orsa kommun i Dalarna och ingår i Dalälvens huvudavrinningsområde.